# Guillaume Forestier
Guillaume Forestier (mort en avril 1442), est un ecclésiastique qui fut évêque de Maguelone de 1424 à 1429 puis évêque de Gap de 1429 à 1442 .

## Biographie
Guillaume Forestier est issu d'une « famille honorable mais obscure » de l'Île-de-France. Il est abbé de l'abbaye Saint-Corneille de Compiègne depuis le 25 décembre 1411 lorsqu'il assiste le 8 novembre 1414 à Aix-la-Chapelle au couronnement comme roi de Germanie de Sigismond de Luxembourg et à quelques sessions du concile de Constance. Après le transfert de Louis Aleman sur le siège archiépiscopal d'Arles, le pape Martin V le nomme son successeur comme évêque à Maguelone où il fait son entrée en décembre 1424. 
Le 11 février 1429 le même pontife adresse une lettre et une bulle pontificale à François de Conzié l'archevêque de Narbonne pour lui notifier la permutation de siège le 28 mai suivant entre Guillaume Forestier et Léger Saporis d'Eyragues l'évêque de Gap qui avait été soupçonné d’être compromis dans une sédition locale contre Louis III d'Anjou. Guillaume Forestier est peu apprécié par les habitants de Gap où la population se soulève contre lui en 1441 pour exiger la révocation de son official. L'évêque résiste et les consuls de la cité présentent une requête contre lui au légat pontifical à Avignon. La mort de Guillaume en avril 1442 met fin à la procédure.